# 지미 니콜
지미 니콜(Jimmy Nicol, 본명은 제임스 조지 니콜(James George Nicol), Jimmie Nicol, 1939년 8월 3일 ~ )은 영국의 록 음악 드러머 겸 기업가이며 한때 록 음악 밴드 비틀즈(Beatles)의 대리 드러머로 활동한 인물이다.

## 생애
1963년 록 음악 밴드 "Shubdub"의 드러머로 데뷔하였고 1964년 록 음악 밴드 비틀즈(Beatles)의 대리 드러머로 잠시 활동하였다. 그 후 1967년 스웨덴에서 록 음악 밴드 "Spotnicks"의 드러머로 활동하였다가 1975년 "Spotnicks"에서 물러난 뒤 영국으로 귀국하였다. 1977년 이후 자신의 밴드를 결성하여 활동하였다.

## 같이 보기
- 앤디 화이트